# Байейе, Брайан
Брайа́н Жефте́ Байейе́ (фр. Brian Jephte Bayeye; род. 30 июня 2000, Париж) — конголезский футболист, полузащитник итальянского клуба «Торино» и сборной ДР Конго, выступающий на правах аренды за сербский «Раднички» (Ниш).

## Клубная карьера
Байейе — воспитанник клуба «Труа». В 2018 году он дебютировал за дублирующий состав. В 2019 году Байейе перешёл в итальянский «Катандзаро». 2 февраля 2020 года в матче против «Витербезе» он дебютировал в итальянской Серии C. Летом того же года Брайан на правах аренды перешёл в «Карпи». 11 октября в матче против «Имолезе» он дебютировал за новый клуб. По окончании аренды игрок вернулся в «Катандзаро».
Летом 2022 года Байейе перешёл в «Торино». 6 августа в поединке Кубка Италии против «Палермо» Брайан дебютировал за основной состав. 28 января 2023 года в матче против «Эмполи» он дебютировал в итальянской Серии A. 
Летом 2023 года Байейе на правах аренды перешёл в «Асколи». 2 сентября в матче против «Больцано» он дебютировал в итальянской Серии B. 

## Международная карьера
13 октября 2023 года в товарищеском матче против сборной Новой Зеландии Байейе дебютировал за сборную Демократической Республики Конго. 
В 2024 году Байейе принял участие в Кубке Африки 2023 в Кот-д’Ивуаре. На турнире он сыграл в матче против сборной ЮАР.